# Visitação (Rafael)
A Visitação é uma pintura a óleo (sobre madeira que passou depois a tela) do mestre italiano Rafael e ateliê realizada cerca de 1517 e que se encontra atualmente no Museu do Prado de Madrid.
A obra representa o episódio bíblico da visita de Maria, grávida de Jesus, à sua prima Isabel, que era muito mais velha e que estava igualmente perto de dar à luz João Baptista.

## Descrição
A Virgem Maria visita sua prima Isabel estando esta também grávida de São João Baptista, segundo o Novo Testamento (Lucas 1, 39-45), e, no momento em que se encontram e em resposta à saudação de Isabel, a Virgem canta o Magnificat. As duas figuras distinguem-se pela idade, estando Maria representada como uma jovem mulher enquanto que Isabel, à esquerda, é quase uma anciã, destacando os autores o milagre da sua gravidez atendendo à sua idade, conforme os textos bíblicos.
A cena desenvolve-se sobre uma paisagem, podendo observar-se ao fundo do lado esquerdo outro episódio bíblico que terá lugar muitos anos mais tarde entre os dois seres que estavam ainda no ventre das suas progenitoras: o baptismo de Jesus por São João Baptista no Rio Jordão.
A obra foi desenhada por Rafael que delegou a execução da pintura no seu ajudante Giulio Romano e a paisagem em Giovanni Francesco Penni.

## História da obra
A obra foi encomendada por Giovanni Branconio, protonotario apostólico, em representação do seu pai, Marino Branconio, para a capela familiar da igreja de S. Silvestre de Áquila situada perto do palácio da família nesta cidade da região italiana dos Abruzos. Foi depois transposta para tela atendendo à degradação sofrida como resultado de vários incidentes. Em 1655 a pintura foi tirada à força por tropas de ocupação da Espanha e foi levada para a Espanha.
Na escolha do tema por Marino deve ter sido decisivo o nome da sua esposa Isabel e o do seu filho Giovanni (João). 
Ainda de acordo com o Museu do Prado, Rafael executou o desenho tendo recebido 300 escudos da época e que a obra foi adquirida em 1655 por Filipe IV de Espanha (1605-1665) que a depositou no Mosteiro do El Escorial, tendo passado a integrar o acervo do Museo do Prado em 1837.